# Oxypilus pallidus
Oxypilus pallidus es una especie de mantis de la familia Hymenopodidae.

## Distribución geográfica
Se encuentra en Costa de Marfil.